# Donovan Slijngard
Donovan Slijngard (Amersfoort, 28 augustus 1987) is een Nederlands gewezen voetballer die speelde als linkerverdediger of linkermiddenvelder.

## Clubcarrière
Slijngard stroomde in 2006 door vanuit de jeugdopleiding van Ajax. In het jaar 2005/2006 won hij bij Ajax de prijs voor talent van het jaar. Ajax verhuurde Slijngard in het seizoen 2006-2007 aan FC Groningen. Hij speelde drie officiële duels voor FC Groningen en maakte deel uit van Jong FC Groningen, dat als zevende eindigde in de Eredivisie voor beloften. Na het seizoen 2006/2007 haalde Ajax Slijngard terug. Op 18 mei 2008 maakte hij zijn debuut voor Ajax in een play-off-wedstrijd tegen FC Twente (0-0). Vervolgens kreeg Slijngard weinig tot geen kansen meer bij het eerste elftal van de Amsterdamse ploeg.
Op 1 september 2008 werd Slijngard voor een jaar aan Sparta Rotterdam verhuurd. Hij kwam in Rotterdam tot 24 wedstrijden en wist hierin niet te scoren. Sparta Rotterdam legde Slijngard in 2009 definitief vast. Hij speelde er (nog) vijf seizoenen. Vervolgens werd zijn contract in Rotterdam niet meer verlengd. Op 28 augustus 2014 werd bekend dat Slijngard zich op amateurbasis bij SC Cambuur aansloot, met uitzicht op een contract.
Slijngaard stond in het seizoen 2014-2015 onder contract bij SC Cambuur. Hier wist hij echt maar tot 3 wedstrijden te komen, waarna hij aan het einde van het seizoen de club verliet. Op 11 juli 2015 werd bekend dat Slijngaard SC Cambuur verliet om voor Žalgiris Vilnius te gaan spelen. Met zijn club werd hij zowel in 2015 als 2016 en 2020 landskampioen.
In augustus 2021 ging Slijngaard aan de slag bij Tweededivisionist vv Noordwijk. Op 28 september 2023 stopte Slijngaard per direct met voetballen vanwege aanhoudend blessureleed.

### Carrièrestatistieken
| Seizoen                        | Club               | Land            | Competitie      | Competitie | Competitie | Beker | Beker | Internationaal | Internationaal | Overig | Overig | Totaal | Totaal |
| Seizoen                        | Club               | Land            | Competitie      | Wed.       | Dlp.       | Wed.  | Dlp.  | Wed.           | Dlp.           | Wed.   | Dlp.   | Wed.   | Dlp.   |
| ------------------------------ | ------------------ | --------------- | --------------- | ---------- | ---------- | ----- | ----- | -------------- | -------------- | ------ | ------ | ------ | ------ |
| 2006/07                        | Ajax               | Nederland       | Eredivisie      | 0          | 0          | 0     | 0     | 0              | 0              | 0      | 0      | 0      | 0      |
| 2006/07                        | → FC Groningen     | Nederland       | Eredivisie      | 2          | 0          | 0     | 0     | 0              | 0              | 0      | 0      | 2      | 0      |
| 2007/08                        | Ajax               | Nederland       | Eredivisie      | 0          | 0          | 0     | 0     | 0              | 0              | 0      | 0      | 0      | 0      |
| 2008/09                        | Ajax               | Nederland       | Eredivisie      | 0          | 0          | 0     | 0     | 0              | 0              | 0      | 0      | 0      | 0      |
| 2008/09                        | → Sparta Rotterdam | Nederland       | Eredivisie      | 24         | 0          | 1     | 0     | 0              | 0              | 0      | 0      | 25     | 0      |
| 2009/10                        | Sparta Rotterdam   | Nederland       | Eredivisie      | 33         | 0          | 2     | 0     | 0              | 0              | 4      | 0      | 39     | 0      |
| 2010/11                        | Sparta Rotterdam   | Nederland       | Eerste divisie  | 24         | 0          | 1     | 0     | 0              | 0              | 0      | 0      | 25     | 0      |
| 2011/12                        | Sparta Rotterdam   | Nederland       | Eerste divisie  | 33         | 0          | 2     | 0     | 0              | 0              | 2      | 0      | 37     | 0      |
| 2012/13                        | Sparta Rotterdam   | Nederland       | Eerste divisie  | 22         | 1          | 2     | 0     | 0              | 0              | 0      | 0      | 24     | 1      |
| 2013/14                        | Sparta Rotterdam   | Nederland       | Eerste divisie  | 28         | 1          | 1     | 0     | 0              | 0              | 6      | 0      | 29     | 1      |
| 2014/15                        | SC Cambuur         | Nederland       | Eredivisie      | 2          | 0          | 2     | 0     | 0              | 0              | 0      | 0      | 4      | 0      |
| 2014/15                        | Žalgiris Vilnius   | Litouwen        | A Lyga          | 15         | 0          | 0     | 0     | 0              | 0              | 0      | 0      | 15     | 0      |
| 2015/16                        | Žalgiris Vilnius   | Litouwen        | A Lyga          | 30         | 0          | 0     | 0     | 0              | 0              | 0      | 0      | 30     | 0      |
| 2016/17                        | Žalgiris Vilnius   | Litouwen        | A Lyga          | 29         | 0          | 0     | 0     | 2              | 0              | 1      | 0      | 32     | 0      |
| 2017/18                        | Žalgiris Vilnius   | Litouwen        | A Lyga          | 27         | 0          | 0     | 0     | 2              | 0              | 0      | 0      | 29     | 0      |
| 2018/19                        | Žalgiris Vilnius   | Litouwen        | A Lyga          | 22         | 2          | 0     | 0     | 6              | 0              | 1      | 0      | 29     | 2      |
| 2019/20                        | Žalgiris Vilnius   | Litouwen        | A Lyga          | 16         | 0          | 2     | 0     | 2              | 0              | 1      | 0      | 21     | 0      |
| Carrière totaal                | Carrière totaal    | Carrière totaal | Carrière totaal | 307        | 4          | 13    | 0     | 12             | 0              | 15     | 0      | 341    | 4      |
| Bijgewerkt tot 17 januari 2021 |                    |                 |                 |            |            |       |       |                |                |        |        |        |        |

## Erelijst
| competitie            | aantal | jaar             |
| --------------------- | ------ | ---------------- |
| Žalgiris Vilnius      |        |                  |
| A Lyga                | 3x     | 2015, 2016, 2020 |
| Litouwse voetbalbeker | 2x     | 2016, 2018       |
| Litouwse Supercup     | 3x     | 2016, 2017, 2020 |